# Красноголовый мангобей
Красноголо́вый мангобе́й, или красноголо́вый мангабе́й, или беловоротничко́вый мангабе́й, или воротничковый мангабей (лат. Cercocebus torquatus) — млекопитающее из рода мангабеев (Cercocebus) семейства мартышковых (Cercopithecidae).
Беловоротничковые мангабеи живут в группах от 10 до 35 животных. Эти группы содержат несколько самцов, и большинство из них мирно сосуществуют, и не наблюдается никаких признаков доминантного господства друг над другом. Каждый самец демонстрирует экспрессивное поведение — ходит с хвостом, поднятым вверх. Движения хвоста и стуки его владельца служит своеобразной формой общения между членами группы.
Беловоротничковые мангабеи относятся к древесным видам животных, обитают в основном на более низких уровнях леса, особенно в заболоченных лесах. Используют деревья для получения пищевых продуктов и в качестве убежища для сна и защиты от хищников. Главными врагами красноголовых мангабеев являются орлы и леопарды.
Половой зрелости достигают в возрасте 5—7 лет. Беременность длится 170 дней, самка рожает одного детёныша. Считается, что у беловоротничковых мангабеев отсутствует определённый период размножения.

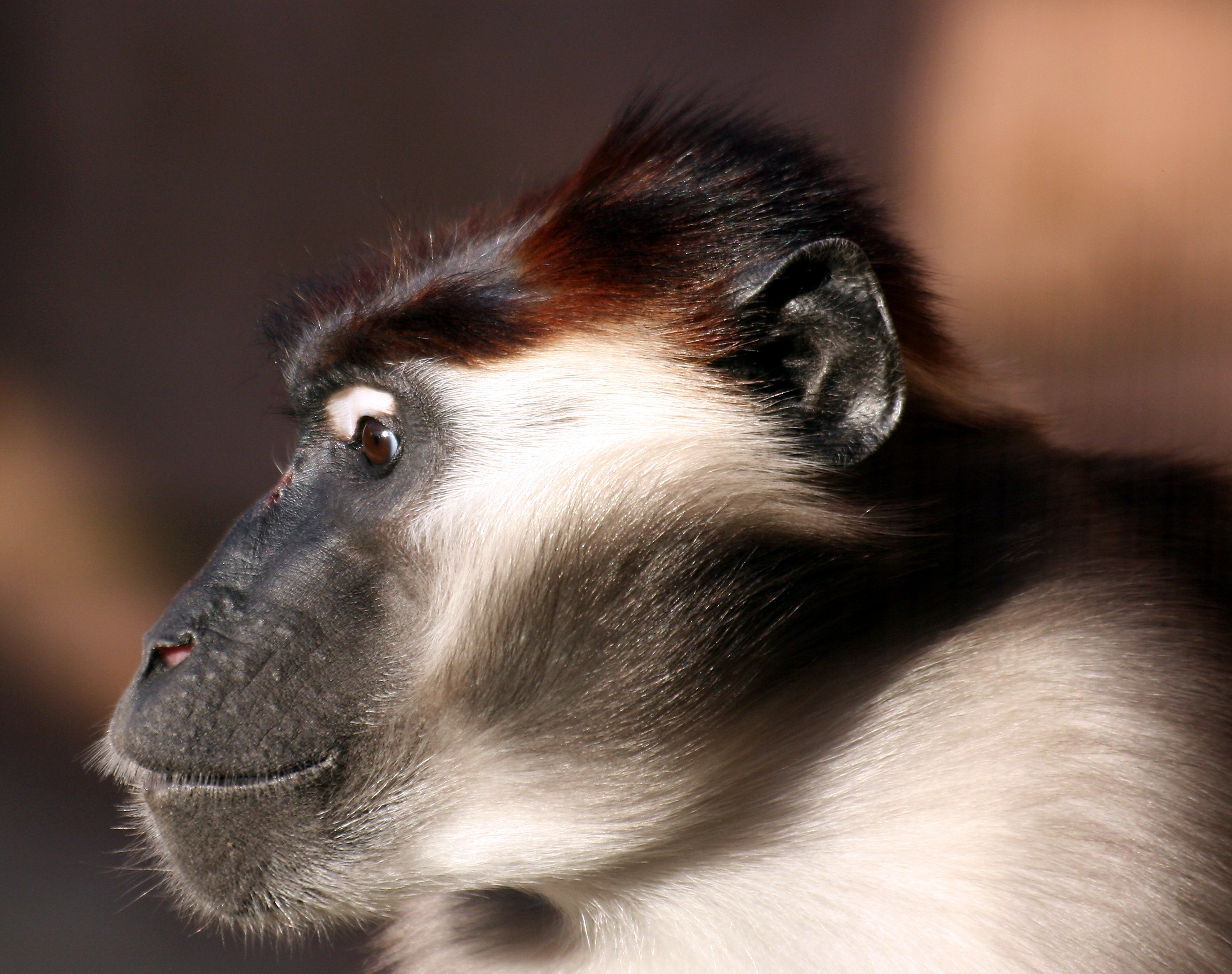

Распространены в Камеруне, Экваториальной Гвинее, Габоне, Нигерии.